# Gwen Shamblin
Gwen Shamblin Lara, née le 18 février 1955 à Memphis et morte le 29 mai 2021 à Smyrna dans un accident d'avion, est une autrice américaine, fondatrice d'un programme de régime The Weigh Down Workshop.
Ce programme a la particularité de proposer de se rapprocher de Dieu afin de perdre du poids. Après la publication de son livre homonyme, Gwen Shamblin devient célèbre et sa méthode de perte de poids est mise en pratique dans de très nombreuses églises d'obédience évangélistes.
À partir de 1999, elle est la fondatrice et dirigeante de sa propre Église chrétienne unitarienne : la Remnant Fellowship.

## Biographie
Gwen Shamblin Lara nait à Memphis et y passe toute son enfance. Son père est chirurgien. Elle obtient un diplôme de premier cycle en diététique et une maîtrise en alimentation et nutrition avec une spécialisation en biochimie de l'Université du Tennessee, à Knoxville,. Elle est diététicienne, consultante et professeure de l'Université d'État de Memphis pendant cinq ans,. Elle travaille également au département de la santé du Tennessee pendant cinq ans. Elle est élevée dans la foi évangélique, sa famille appartenant à une l'Église du Christ (Church of Christ), un des courants les plus conservateurs du protestantisme américain issu du Grand Réveil. Elle-même reste membre de cette même église jusqu'en 1999, où elle fonde sa propre église,. Elle a deux enfants et sept petits-enfants,.
En 1978, elle épouse David Shamblin, avec qui elle aura deux enfants. Ils divorcent en 2018et elle épouse Joe Lara en secondes noces au mois d'août.
Gwen et six chefs d'église, dont son mari Joe et son gendre Brandon Hannah, sont tués lorsque son jet privé Cessna Citation 501 de 1982, à destination de Palm Beach, en Floride, s'est écrasé dans le lac Percy Priest près de Smyrna, Tennessee, peu après le décollage,le 29 mai 2021. Son mari Joe Lara était aux commandes de l'appareil. Selon le rapport final de la National Transportation Safety Board, la cause de l'accident est la désorientation du pilote dans les nuages et non une défaillance technique de l'appareil. 

## AteliersWeigh Down
En 1986, elle fonde le Weigh Down Workshop, un programme de perte de poids qui prône de se rapprocher de Dieu pour perdre du poids. Il s'agit de ne manger que lorsque l'on a vraiment faim et de prier Dieu pour résister à la tentation de manger lorsque l'on a déjà suffisamment mangé. Son programme ne se base pas sur un rééquilibrage alimentaire, un programme d'exercice ou un comptage de calories. En revanche, il s'appuie sur la dynamique de groupe : les séminaires ont lieu dans l'enceinte même des églises et comportent une pesée en public. Pour Gwen Shamblin, maigrir est un impératif religieux, et même une condition sine qua non pour aller au paradis,.
A la fin des années 90, Gwen Shamblin n'est pas la seule à proposer une approche spirituelle pour maigrir. D'autres personnes s'adressent à la même clientèle - les personnes de foi évangélique - et préconisent la même solution - un renouveau spirituel - pour perdre du poids. Parmi ses concurrents figurent notamment Victoria Moranet Carol Showalter,. Les programmes de santé et notamment les programmes d'amaigrissement basés sur un renouveau spirituel et organisés au sein même des églises évangéliques continuent à connaître beaucoup de succès aux Etat-Unis, y compris en ce début de 21ème siècle.
Dans le cadre d'un centre de conseil, elle accueille sa première classe d'étudiants dans un centre commercial à Memphis, Tennessee,. Elle commence à animer le programme à l'église baptiste Bellevue près de Memphis dans les années 1990,,,. Le programme coûte 103 dollars par personne et consiste en des ateliers de 12 semaines guidés par des bandes vidéo et audio mettant en vedette Gwen Shamblin,,. Les participants se réunissent plus une fois par semaine par groupe de 5 personnes. Outre la participation à ces ateliers, les frais d'inscription incluent le coût de divers manuels remis à chacun.
Gagnant en popularité d'année en année, le programme est présent dans plus de 1 000 églises dans 49 États, en Grande-Bretagne et au Canada en janvier 1995. Le programme est passé à environ 5 000 églises, dont environ 10 % situées dans son État d'origine, le Tennessee, en juillet 1996. En 1996, Weigh Down Workshop compte 40 employés et un siège social établi à Franklin, dans le Tennessee. Elle commence également à organiser une convention estivale annuelle, Desert Oasis, dans la région de Nashville,. En août 1998, des cours sont organisés dans tous les États américains ainsi qu'au Canada et en Europe. Weigh Down Workshop accueille plus de 21 000 cours avec plus de 250 000 participants dans le monde,. Jusqu'au milieu de l'année 2000, c'est plus de 30 000 lieux qui accueillent chaque semaine des ateliers Weigh Down, et beaucoup de ses ateliers ont lieu dans des églises évangéliques. Des ateliers Weigh Down sont organisés dans 70 pays différents et par des églises de 60 dénominations chrétiennes différentes.
Le 10 août 2000, Gwen Shamblin fait publiquement savoir qu'elle remet en cause la doctrine de la Trinité, qui, selon elle, n'est pas biblique. Cette hétérodoxie s'ébruite et cause immédiatement un immense scandale au sein du christianisme évangélique nord-américain,,. À la suite de cela, des milliers d'églises cessent de proposer des ateliers Weigh Down et cessent toute collaboration avec Gwen Shamblin. 

## Église Remnant Fellowship
En 1999, Gwen Shamblin quitte son église évangélique - qui interdit aux femmes de diriger une église - pour fonder la Remnant Fellowship Church à Franklin, Tennessee en 1999. Au départ, l'église se réunit dans la large demeure de Gwen Shamblin. Son mari en est le pasteur et elle se décrit comme étant son «berger en chef». Dès ses débuts, la communauté de fidèles est composée essentiellement de membres issus de son programme de perte de poids. En l'an 2000 la congrégation de la Remnant Fellowshich compte 80 personnes, dont certains sont ses propres employés. Cette même année, elle impose à ses employés du programme Weigh Down de rejoindre son église s'ils veulent conserver leur emploi,; environ 35 d'entre eux sont congédiés en lien avec cette exigence d'adhésion à sa propre église.
Gwen Shamblin entreprend de faire  construire une première église à Brentwood sur un terrain de 16 hectares. La construction est achevée en 2004.
Dès ses débuts, la communauté de fidèles est composée essentiellement de membres issus de son programme de perte de poids. En 2002, l'église s'est déjà développée à travers plusieurs petites églises, qui elles aussi, se réunissent au domicile des pasteurs. Ces différents églises conservent cependant un lien très étroit avec Gwen Shamblin elle-même car leur pratique inclut l'écoute en commun de prêches de Shamblin au moins une fois par semaine.
Gwen Shamblin est peu à peu considérée comme un prophète par les membres de son église même si elle-même se refuse à revendiquer publiquement ce don. Gwen Shamblin développe dans cette église une théologie unitarienne personnelle qui a notamment pour particularité d'accorder beaucoup d'importance au poids des fidèles et d'assimiler tout surpoids à un pêché. Une autre particularité de sa théologie est d'affirmer que les fidèles doivent mériter l'amour de Dieu par leurs actions.
L'ensemble de son message est par ailleurs très conservateur, Gwen Shamblin s'oppose par exemple au divorce. Cependant, quand elle-même décide de divorcer pour épouser en secondes noces Joe Lara en 2018, sa doctrine devient soudainement nettement plus favorable au divorce,. Malgré tout, le message reste extrêmement conservateur en matière sociale : l'église Remnant fellowship prêche la soumission des femmes à leur mari et se prononce en faveur des châtiments corporels envers les enfants afin de leur inspirer la peur de Dieu, de leurs parents et des figures d'autorité,.

À sa mort en 2021, son testament ne laissait rien de sa fortune de plusieurs millions de dollars à l'église. C'est actuellement sa fille qui est à la tête de l'église. Tandis que son frère, que Gwen avait pressenti pour lui succéder, a quitté l'église qu'il décrit dorénavant comme étant une secte.

## Écrits
Gwen Shamblin publie The Weigh Down Diet, un livre qui conseillait aux lecteurs d'utiliser la spiritualité pour éviter de trop manger, en 1997. Le livre s'est vendu à plus de 1,2 million d'exemplaires,,. Ce régime enseigne que l'amour de la nourriture doit être transféré en amour de Dieu, et à couper les portions de nourriture en deux tout en mangeant que lorsqu'on a faim,.
Le 10 août 2000, Shamblin envoie un e-mail à ses partisans disant qu'elle croyait que la doctrine de la Trinité n'était pas biblique. En réponse, certaines églises évangéliques ont abandonné son programme et son éditeur, Thomas Nelson Publishers, a annulé la publication de son prochain livre. Elle a aussi été enlevée du site Web Women of Faith et certains employés ont quitté l'entreprise.

### Apparitions dans divers médias et magazines
Shamblin est apparue dans des programmes télévisés tels que BBC, 20/20, A Current Affair, The View, et Dateline (Australie), ainsi que dans des magazines tels que Family Circle, Good Housekeeping, Woman's Day, et de nombreux articles de journaux,,. Elle a été présentée sur The Today Show, Larry King Live de CNN,, DaySide, et The Early Show. Les participants de l'atelier Weigh Down ont été présentés sur la couverture de Good Housekeeping, dans le Ladies' Home Journal, dans People Magazine, le magazine First, Quick and Simple, et dans nombreux articles de journaux. En 2007, The Tyra Banks Show a consacré un programme d'une heure à Gwen, au Weigh Down Diet, à la Remnant Fellowship et aux participants des programmes Weigh Down.
Gwen et Weigh Down ont été présentés dans des programmes télévisés tels que Secret Lives of Women de WeTV et The Insider de CBS en 2009[réf. nécessaire]. Elle a commencé à produire une émission en direct sur Internet, You Can Overcome, fin 2011. Une mini-série HBO en cinq parties intitulée The Way Down: God, Greed, and the Cult of Gwen Shamblin a été diffusée en 2021.

## Accusations d'abus
Gwen Shamblin Lara a été critiquée pour avoir utilisé l'étiquette du christianisme lors de la création de son entreprise. En 2001, l'affilié de Nashville CBS, WTVF, a enquêté sur la manière dont les dirigeants de Weigh Down Workshop dépensaient de l'argent. Elle déclare que la moitié du produit de l'entreprise est versée sous forme d'impôts et que l'autre moitié est réinjectée dans le programme. Une docu-série en 5 parties de HBO Max 2021 The Way Down: God, Greed, and the Cult of Gwen Shamblin explore certaines des accusations portées contre Gwen Shamblin Lara et Remnant Fellowship Church au fil des ans. L'église a publié une réponse à la série sur son site.
Joseph et Sonya Smith sont des adhérents de Shamblin. Ils ont un enfant de huit ans, Josef. Sonya et Joseph ont régulièrement battu leur fils, Josef, en le frappant avec des bâtons de colle, des ceintures et des cintres chauffants ; l'enfermant dans des espaces confinés pendant de longues périodes ; et lui attachant les mains avec une corde. Mme Smith a déclaré à la police qu'elle donnait « normalement » des coups de fouet aux enfants par tranches de dix coups chacun, et que Josef avait eu plusieurs de ces séances de fouet le jour de sa mort. La police a rapporté que les Smith ont enfermé Josef dans sa chambre pour prier une image de Jésus au plafond et dans un placard pendant des jours, voire des semaines. Il n'a reçu qu'un seau pour les toilettes. Un fils aîné maintenait parfois Josef pendant que ses parents le battaient avec des outils.
Au cours de la journée du 8 octobre 2003, Joseph a battu Josef à plusieurs reprises, le frappant à plusieurs reprises avec un bâton de colle. Les médecins légistes du comté ont conclu que Josef Smith, huit ans, était décédé des suites d'abus « aigus et chroniques ». Les membres de l'Église Remnant dirigée par Shamblin ont payé pour la défense des Smith. Ils ont été condamnés dans Géorgie c. Smith . Après avoir été reconnus coupables, les Smith ont ensuite été condamnés le 27 mars 2007 à la perpétuité plus 30 ans de prison, la peine maximale, par le juge de la Cour supérieure du comté de Cobb, James Bodiford.

## Publications notables
- (en) The Weigh Down Diet, Doubleday, 1997 (ISBN 9780385487627, lire en ligne )
- (en) Exodus: Daily Devotional, Weigh Down Workshop, 1998 (ISBN 9781892729002, lire en ligne)
- (en) Rise Above: God Can Set You Free from Your Weight Problems Forever, Thomas Nelson, 2000 (ISBN 9780785268765, lire en ligne )
- (en) Out of Egypt: Inspiration for Conquering Life's Strongholds, Thomas Nelson, 2000 (ISBN 9780785268499, lire en ligne)
- (en) The Legend to the Treasure, Weigh Down Workshop, 2007 (ISBN 9781892729804, lire en ligne)
- (en) Weigh Down Basics: Workbook, Weigh Down Workshop, 2012 (ISBN 9781892729132, lire en ligne)
- (en) History of the One True God Workbook: Volume 1: the Origin of Good and Evil, Weigh Down Workshop, 2013 (ISBN 9781892729170, lire en ligne)
- (en) History of the Love of God: Volume II: A Love More Ancient Than Time, Weigh Down Ministries, 2015 (ISBN 9781892729262, lire en ligne)

### Documentaire
The Way Down: God, Greed, and the Cult of Gwen Shamblin, HBO

### Articles
- Tate Delloye, « Former members of Christian weight-loss cult detail horrific abuse », sur Mail Online, 28 avril 2022 (consulté le 2 septembre 2024)
- (en-GB) Adrian Horton, « ‘This is a cult’: inside the shocking story of a religious weight-loss group », The Guardian,‎ 29 septembre 2021 (ISSN 0261-3077, lire en ligne).
- William James Hoverd et Chris G. Sibley, « Immoral Bodies: The Implicit Association between Moral Discourse and the Body », Journal for the Scientific Study of Religion, vol. 46, no 3,‎ 2007, p. 391–403 (ISSN 0021-8294, lire en ligne, consulté le 3 septembre 2024)
- D. Gibbes Miller, « Considering Weight Loss Programs and Public Health Partnerships in American Evangelical Protestant Churches », Journal of Religion and Health, vol. 57, no 3,‎ 2018, p. 901–914 (ISSN 0022-4197, lire en ligne, consulté le 2 septembre 2024)
- (en) Nick Schager, « The Death of Gwen Shamblin, a Fat-Shaming Cult Leader Whose Plan Crashed on the Way to a MAGA Rally : Thw two-part finale to the HBO docuseries "The Way Down:God, Greed, and the Cult of Gwen Shamblin " explores the cult leader's death and what her followers are up to now. », Daily Beast,‎ 26 avril 2022.